# Griselinia jodinifolia
Griselinia jodinifolia är en tvåhjärtbladig växtart som först beskrevs av August Heinrich Rudolf Grisebach, och fick sitt nu gällande namn av Paul Hermann Wilhelm Taubert. Griselinia jodinifolia ingår i släktet Griselinia och familjen Griseliniaceae. Inga underarter finns listade.